# Памятник Гаттамелате
Памятник Гаттамелате (итал. Il monumento equestre al Gattamelata) — бронзовая конная статуя наёмному кондотьеру Венецианской республики, правителю Падуи в 1437 году Эразмо да Нарни по ироничному прозванию «Гаттамелата» («сладкая кошечка»). Шедевр искусства итальянского Возрождения, произведение флорентийского скульптора Донателло, созданное в 1445—1453 годах.
Памятник установлен на площади Пьяцца дель Санто перед Базиликой Святого Антония в Падуе (Венето, Италия).

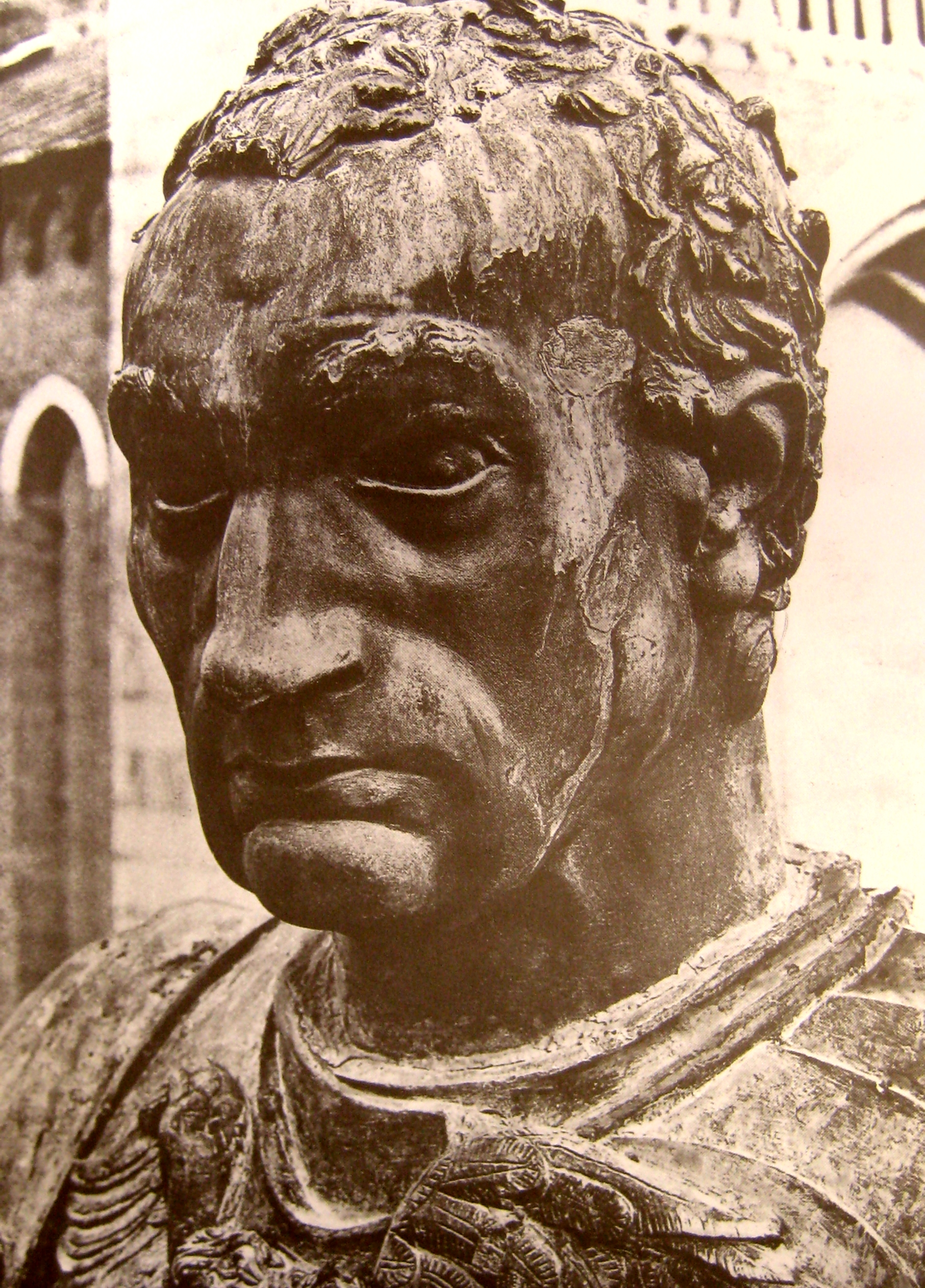
Голова статуи Гаттамелаты

## История
Донателло работал в Падуе в 1444—1456 годах над созданием главного алтаря Базилики дель Санто (Святого Антония). 16 января 1443 года скончался кондотьер (наёмный воин) Эразмо да Нарни. Прославившийся хитростью и жестокостью, он в последние годы задумывался о спасении своей души, поэтому в завещании велел похоронить себя в базилике Святого Антония, около которой (в стороне, не перед главным фасадом) и был ему поставлен памятник.
Скульптура выполнена методом литья с утратой восковой модели. Статуя была отлита в 1447 году, тогда же сооружен её постамент, но чеканка памятника была завершена в 1450 году. Три года спустя статуя была установлена на постамент. Комиссия из пяти человек оценила стоимость работы, чтобы уплатить художнику сумму в размере 1650 дукатов. Размеры скульптуры: 340 x 390 см, постамента — 780 x 410 см.

## Иконография и стиль
Самый известный прототип конных монументов Нового времени — конная статуя Марка Аврелия в Риме (176 г. н. э.). Она была известна с XII века и почиталась в качестве изображения христианского императора Константина. В 1538 году статую поместили в центре площади Кампидолио на Капитолийском холме в Риме. В 1997 году на её месте установили копию, а оригинал после реставрации экспонируется во Палаццо Нуово Капитолийских музеев.
Конная статуя Гаттамелаты не была первой в жанре конных монументов, которые в Италии именуют кавалло (итал.  cavallo — лошадь, конь, а также конник, всадник). В Средневековье уже были созданы многие подобные памятники, например Арки Скалигеров в Вероне. Переходную форму от средневековой скульптуры, неразрывно связанной с архитектурой, к свободно стоящему конному монументу представляет собой знаменитый Бамбергский всадник (XIII в.). Схожие примеры представляют собой статуя Магдебургского рыцаря в Магдебурге, Олдрадо да Трессено в Милане и Святого Мартина в Кафедральном соборе Сан-Мартино в Лукке.
В интерьере собора Санта-Мария-дель-Фьоре во Флоренции, на северной стене нефа сохранились две фрески, искусно имитирующие средствами почти монохромной росписи с эффектами кьяроскуро скульптуру «кавалло». Первая выполнена Паоло Уччелло (1436), она изображает кондотьера Джованни Акуто. Вторая, изображающая кондотьера Николо да Толентино, выполнена Андреа дель Кастаньо (1456). Высокие постаменты конных монументов сделаны в форме надгробий, восходящих к античным саркофагам. Для средневековых итальянских, а позднее и североевропейских, храмов характерны сложные монументальные надгробия в виде пристенных композиций с конной статуей, приподнятой высоко над полом. «Средневековые памятники, все без исключения, являются надгробиями. Это культовые памятники, где под изваянием всадника находится саркофаг».
Памятник Гаттамелате — не надгробие, а кенотаф (кондотьер захоронен в самой базилике), хотя он полностью не освободился от культового значения (находится перед храмом, вокруг ранее располагалось кладбище, а постамент сделан в форме античной гробницы). Если это и не первая конная статуя в ренессансном искусстве, то первый отдельно стоящий монумент на свободном пространстве городской площади. Может показаться, что памятник установлен на случайном месте, в стороне от главного фасада храма, но в такой постановке есть точный расчёт: монумент «утверждает себя независимо от огромной массы храма» и это делает его «принципиально новым сооружением» в истории монументальной скульптуры. Его силуэт, развёрнутый в сторону от храма, ясно и выразительно читается на фоне неба. В этой пластической цельности и ясности заключается главное достоинство скульптуры.
Вторая главная особенность этого выдающегося произведения — его портретный характер. Левой рукой полководец поддерживает поводья, в правой у него жезл. Донателло облачил своего героя в античные доспехи, щедро украшенные декоративными фигурками путти, всадников и масками, голова, обнажённая на античный манер, — всё это обращение к античной традиции. Однако впервые в ренессансном искусстве представлен не отвлечённый образ, а вполне современный всадник, который восседает на коне в седле и стременах. В период создания памятника ходила сатирическая поговорка, что на его памятнике Гаттамелата «изображен с лошадью, на которой он спасался от сражений». Кондотьер и его конь представлены в натуральную величину. Гаттамелата выступает с непокрытой головой: наличие шлема, закрывающего черты лица, превращало бы воина в военную машину, управляемую высшей волей, что характерно для Средневековья. Форма головы и черты его лица необычайно выразительны и своеобразны, на грани гротеска, и подлинно монументальны. Здесь Донателло проявил себя выдающимся мастером портретного жанра.
На пьедестале Донателло изобразил двери — с восточной стороны они приоткрыты (символ входа в загробный мир), с западной — заперты (античный символ вечности:). Имеется латинская подпись, что скульптор делал не так уж часто: «Opus Donatelli Flo» (работа Донателло, флорентийца).
Памятник Гатамеллате повлиял на создание многих других «кавалло» в истории монументальной скульптуры, в частности, на создание Андреа Верроккьо конной статуи кондотьера Бартоломео Коллеони (1400—1475) на площади Санти-Джованни-э-Паоло в Венеции, Джамболоньей — памятника Козимо I во Флоренции на Площади Синьории (1587—1594) и «петербургского кондотьера» — Памятника императору Петру I работы итальянского скульптора Б. К. Растрелли в 1716—1800 годах.
Выразительность скульптуры сделала её необычайно популярной в среде художников. Гипсовый слепок головы кондотьера используют в процессе обучения рисунку в художественных студиях и академиях. Причём эта голова по причине её необычности чрезвычайно трудна для изображения. Резкие, но при этом трудные для воспроизведения черты лица, позволяют начинающим художникам учиться работать с формой, тональными отношениями, светом и тенью.

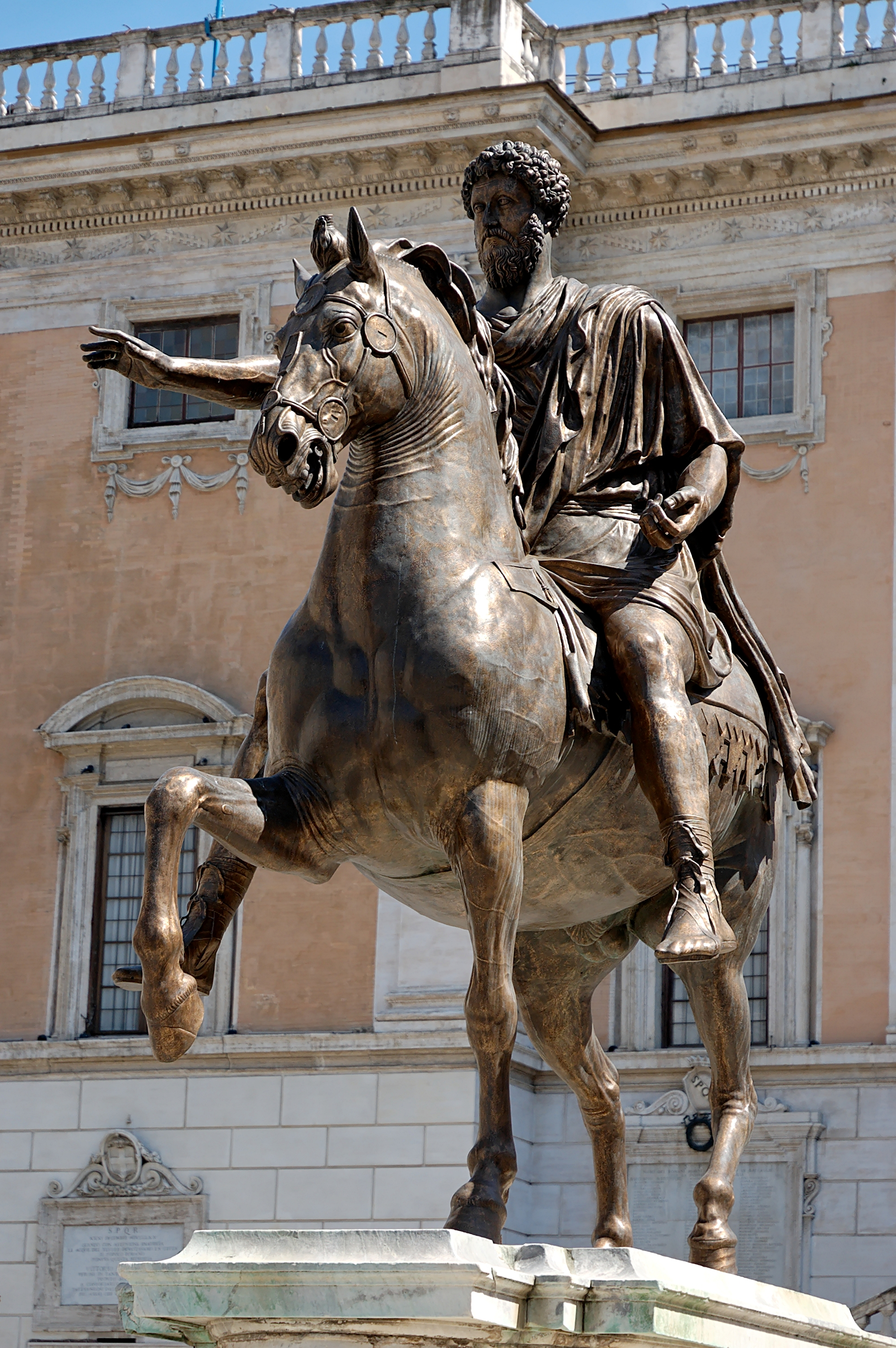
Конная статуя Марка Аврелия. 176 г. н. э. Рим
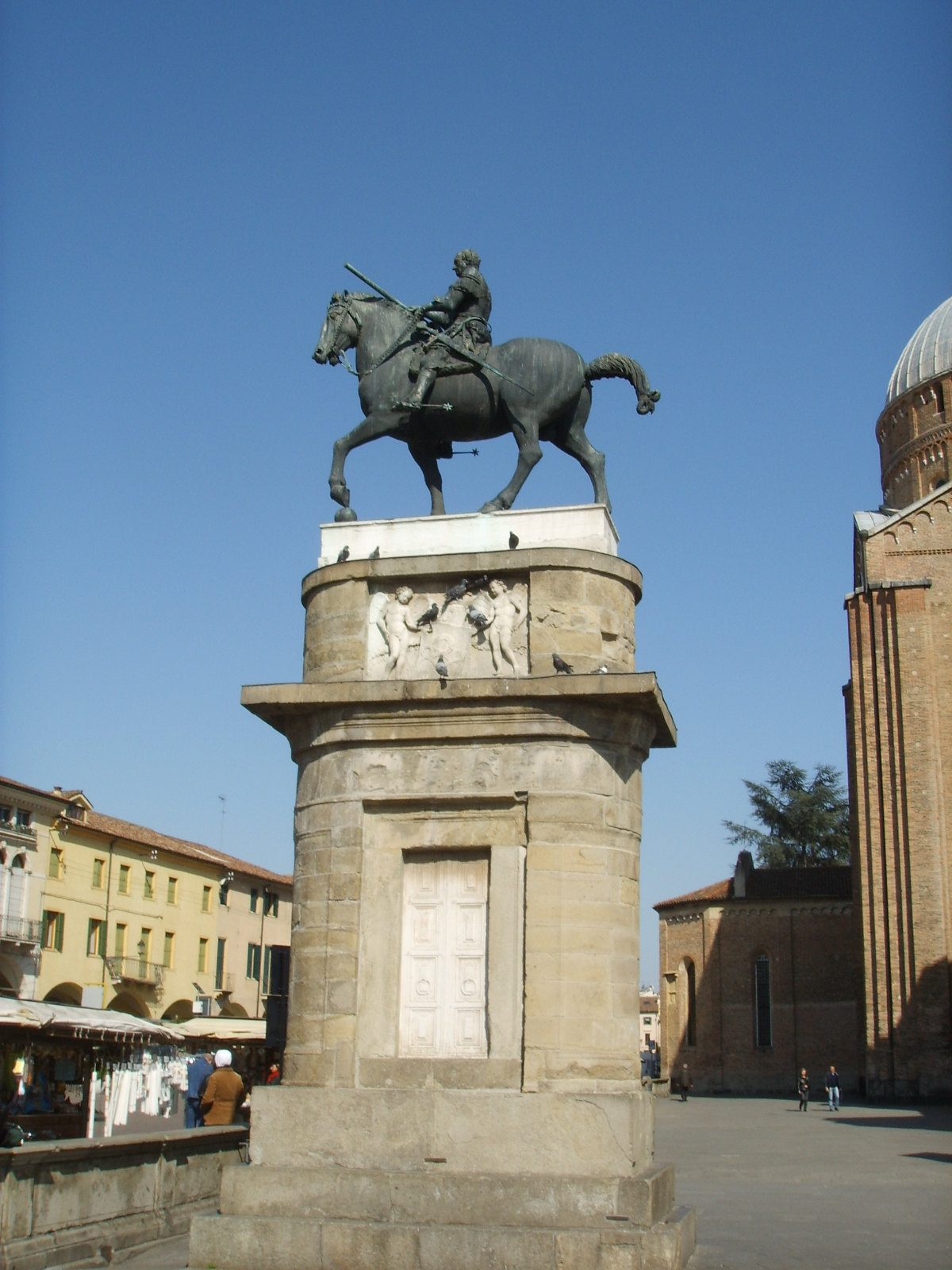
Памятник Гаттамелате с постаментом
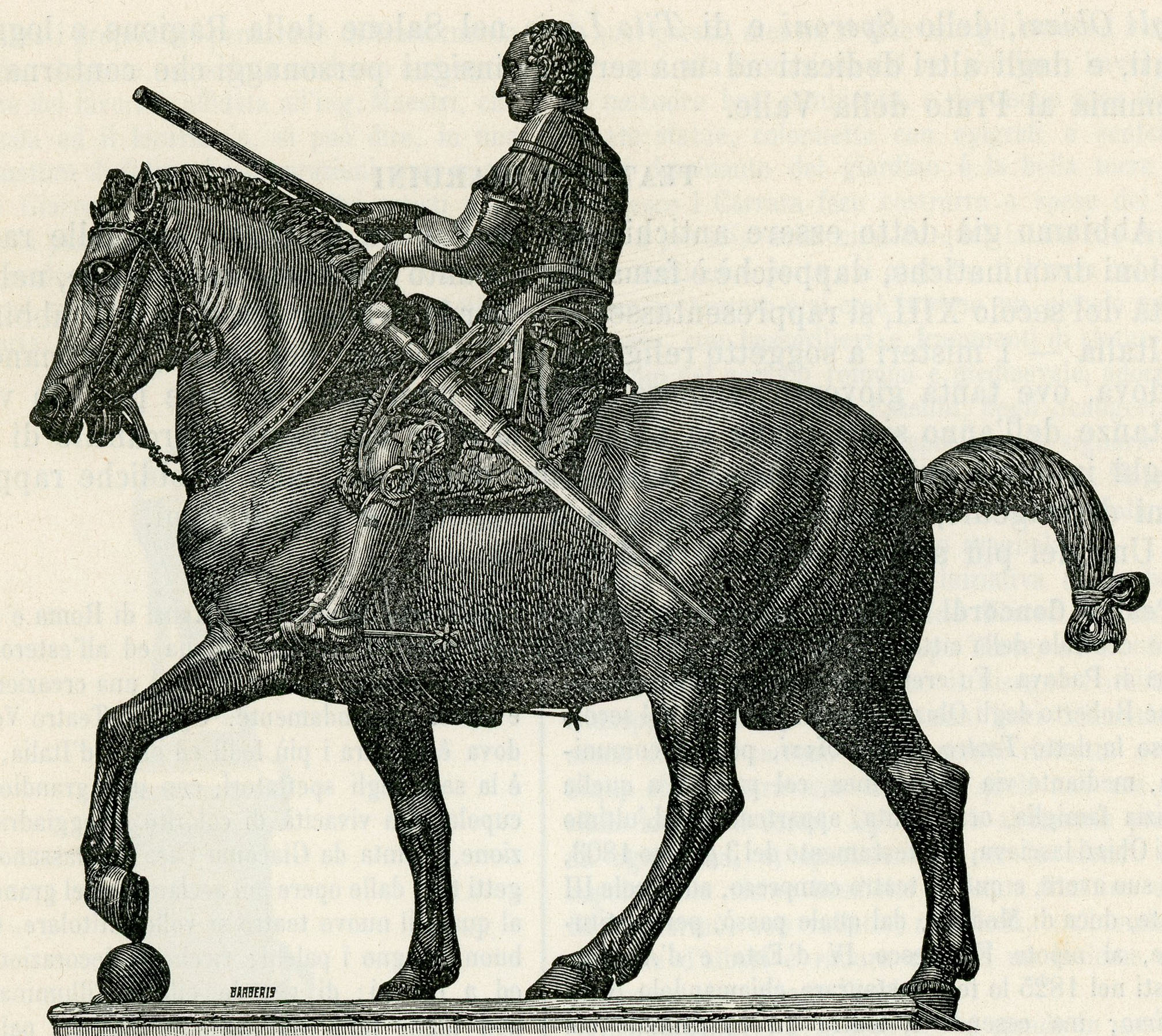
Памятник Гаттамелате. Гравюра 1903 года
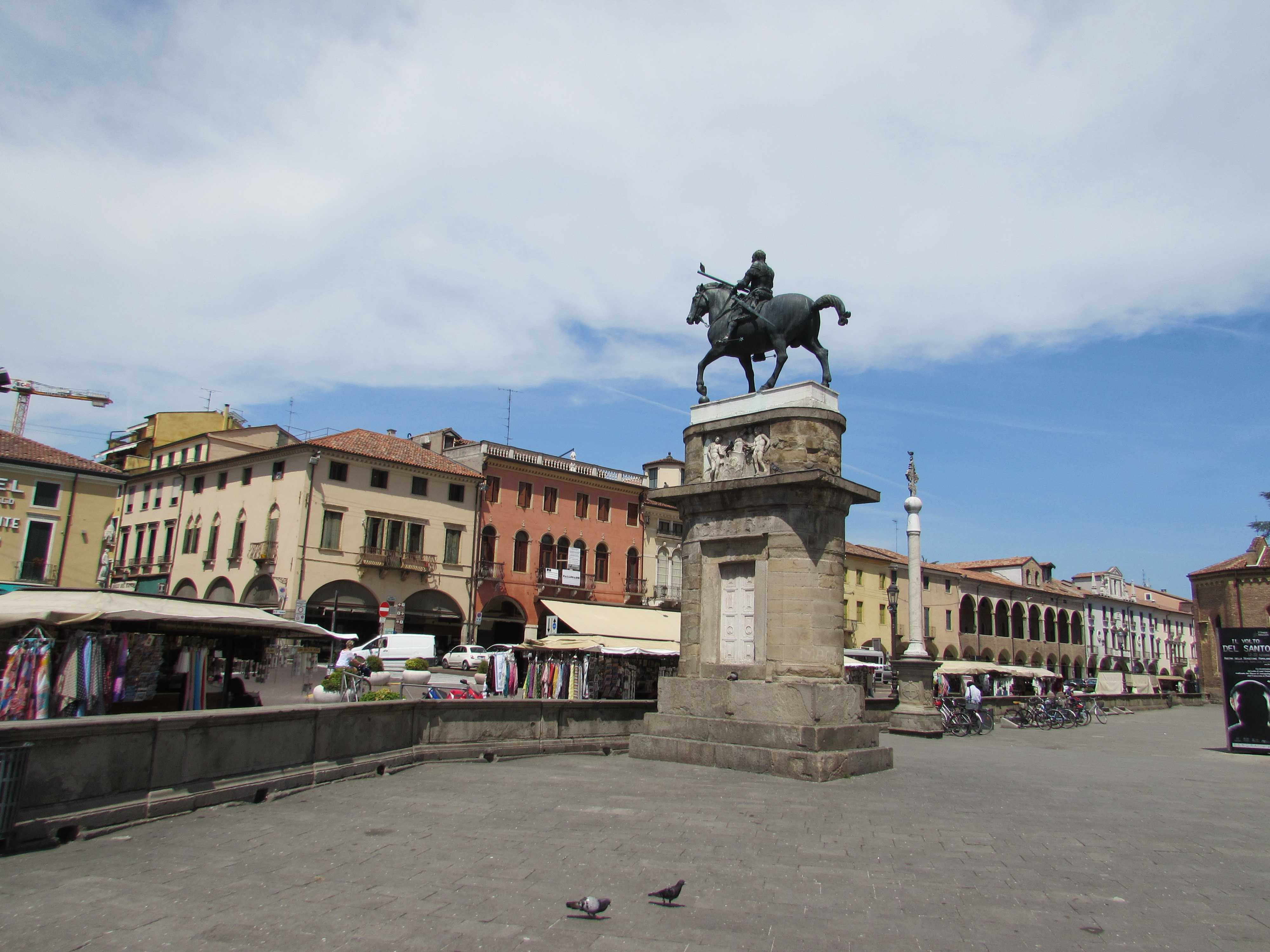
Памятник Гаттамелате в городской среде
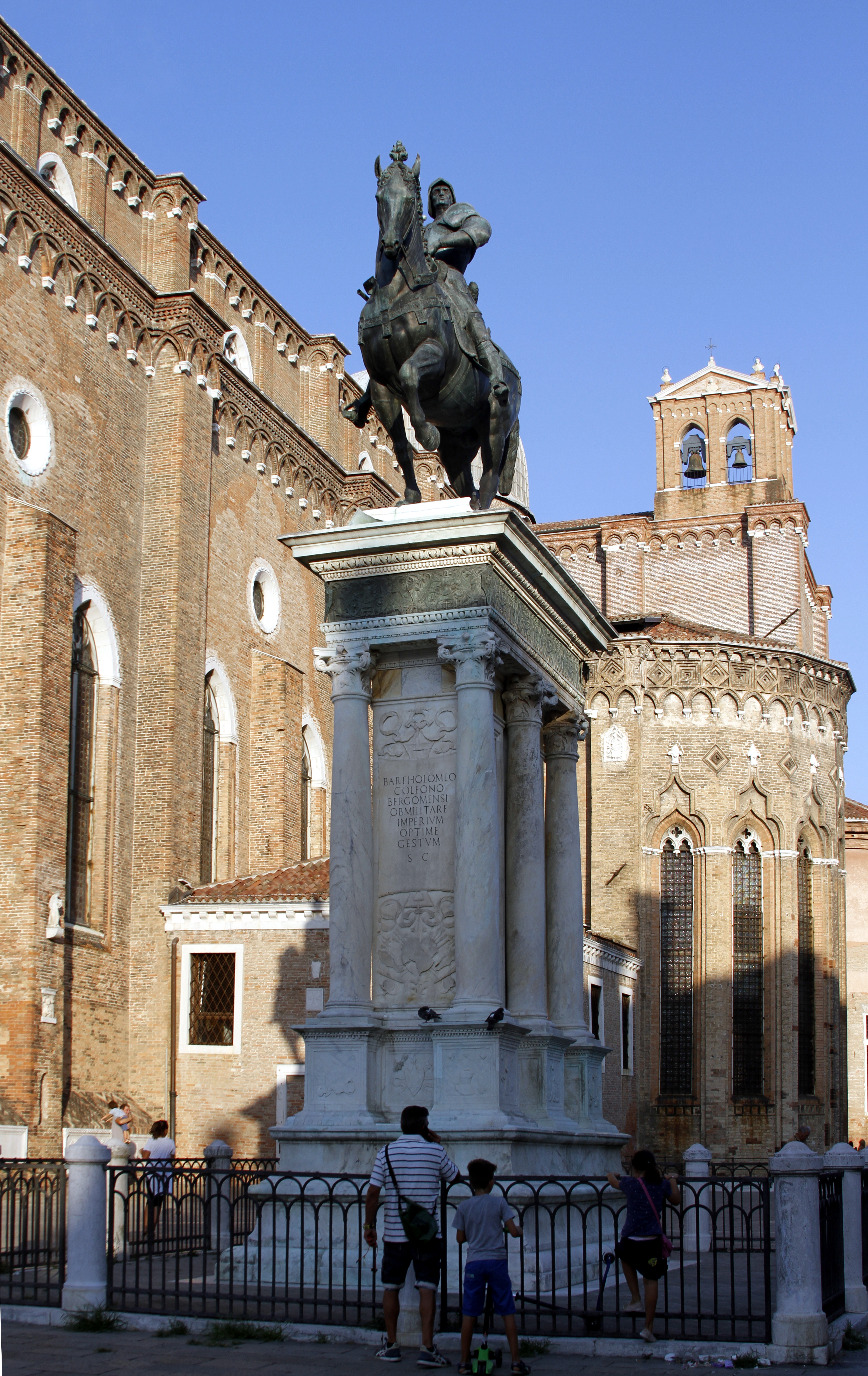
А. Верроккьо. Памятник Бартоломео Коллеони. 1400—1475. Венеция
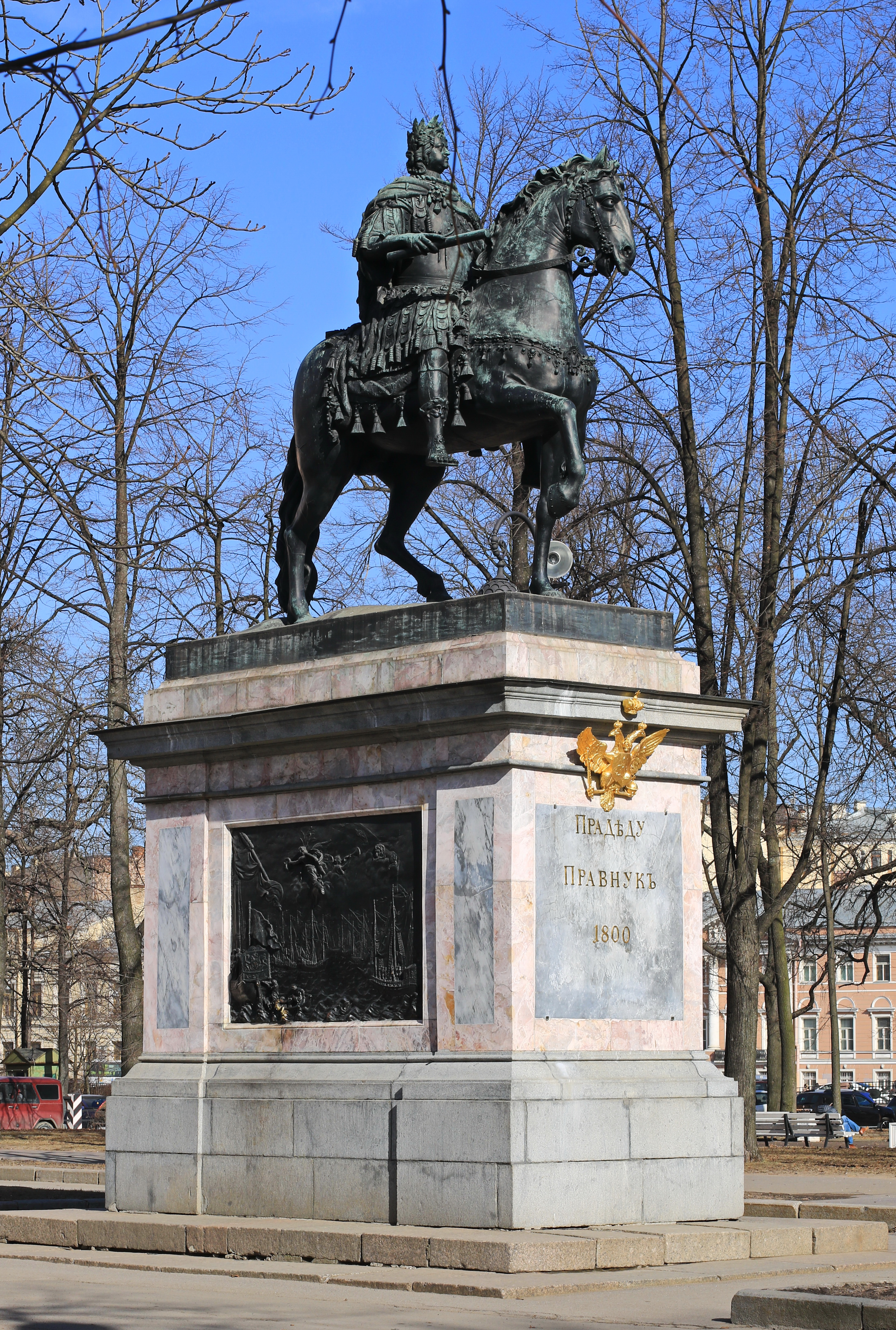
Б. К. Растрелли. Памятник императору Петру I. 1716—1800. Санкт-Петербург